# Oyndfjarðarfjall
Oyndfjarðarfjall är en ås i Färöarna (Kungariket Danmark).   Den ligger i sýslan Eysturoya sýsla, i den norra delen av landet, 30 km norr om huvudstaden Tórshavn. Oyndfjarðarfjall ligger på ön Eysturoy.